# Rośliny wiecznie zielone

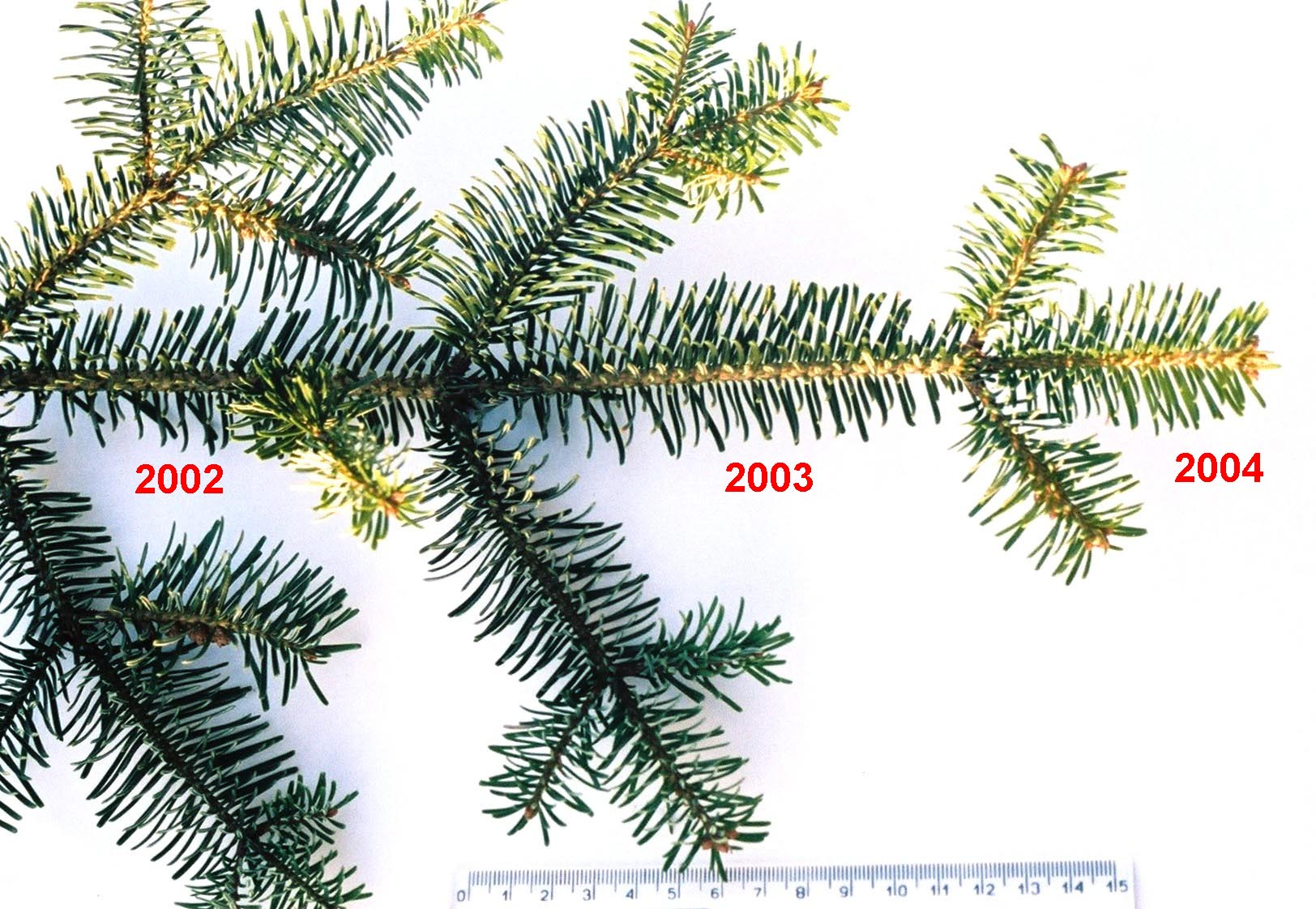
Gałązka jodły pospolitej z zaznaczonym trzyletnim przyrostem.

Rośliny wiecznie zielone lub rośliny zimozielone – w botanice mianem tym określa się rośliny, u których występuje całoroczny przyrost nowych liści, przy czym stare liście zrzucane są stopniowo, także w okresie całorocznym lub wieloletnim, przez co roślina jest cały czas zielona, nigdy nie tracąc wszystkich liści. 
W Polsce do roślin wiecznie zielonych zalicza się wszystkie rośliny iglaste z wyjątkiem modrzewia. Poza tym do grupy tej zaliczyć można takie rośliny jak np.: borówka brusznica, barwinek, bluszcz pospolity, ostrokrzew czy jemioła.